# Eragrostis erosa
Eragrostis erosa är en gräsart som beskrevs av Frank Lamson Scribner och William James Beal. Eragrostis erosa ingår i släktet kärleksgrässläktet, och familjen gräs. Inga underarter finns listade i Catalogue of Life.